# ペルクナス
ペルクナス またはペルクーナス（リトアニア語: Perkūnas）とは、リトアニア神話で言及される神。ピクラス、パトリムパスと並び、主要な三つの神格の一つに数えられている。

## 神話
スラヴ神話の雷神・ペルーンや、インド神話のパルジャニヤ、アルバニア神話のペレンディ、ヒッタイト神話のピルヴァといった神々と同じく、ペルクナスもまたその起源を印欧神話の雷神にたどることができる。
ペルクナスは雷神であり、ギリシア神話のゼウスなどに相当する。あるドイツの年代記では「まさしくリトアニアのゼウスである」と言及されている。また北欧神話の雷神トールのように、斧を武器としてしばしば悪と戦い、山羊に曳かれる2輪の車で移動する。
ペルクナスは雷神の要素のほかに、ヴァルカンに代表される鍛冶の神の特徴をも具備していた。リトアニアの民間伝承の中では、ペルクナスが鍛冶の作業をしている姿が描かれることもあった。
ペルクナスは、他の神々よりもワンランク上に置かれ、その他の神々を支配する、高尚で恐ろしい神格とみなされ、激怒すると稲妻で黄金の樫の木でさえ真っ二つにするとされている。月の神メヌオ (Mėnuo)（別名: メネシス (Mėnesis) 、メヌリス (Mėnulis) ）が、サウレという妻がありながら、宵と明けの明星の女神であるアウシュリネを愛した際には、ペルクナスはメヌオの体を切り裂いて罰したという。
ペルクナスの地位について、A・ミエルジンスキーは、リトアニアのそれぞれの神格には格差の概念はなく、すべての神格は対等であるという見解を示し、ペルクナスが他の神々より格上であるという解釈を否定している。

## 信仰
16世紀の初めに書かれたドイツの年代記には、ロムヴァ神殿に神の木とみなされていた樫の木があり、その洞にはペルクナスの像が置かれ、その前で神を象徴する炎を絶やさず焚いていたと記されている。
ペルクナスは地方、部族によって異なった呼称で呼ばれていた。ラトビア人には「ウェザイス」ないし「ウェザイス・デウス」と呼ばれていた。それぞれ、「老人」「年と食ったおやじ」という意味である。「天空で太鼓を鳴らす者」という俗名でも呼ばれていた。
バルト地方では、雷はペルクナスの愚痴や独り言であると解釈されていた。しかし、リトアニアの人々は、ペルクナスを「親しい神」と呼んでいる。これはリトアニアの古来からの宗教が、牧歌的、平和的な要素を有していたことの象徴と考えられている。